# Universitätsfahne der Christian-Albrechts-Universität

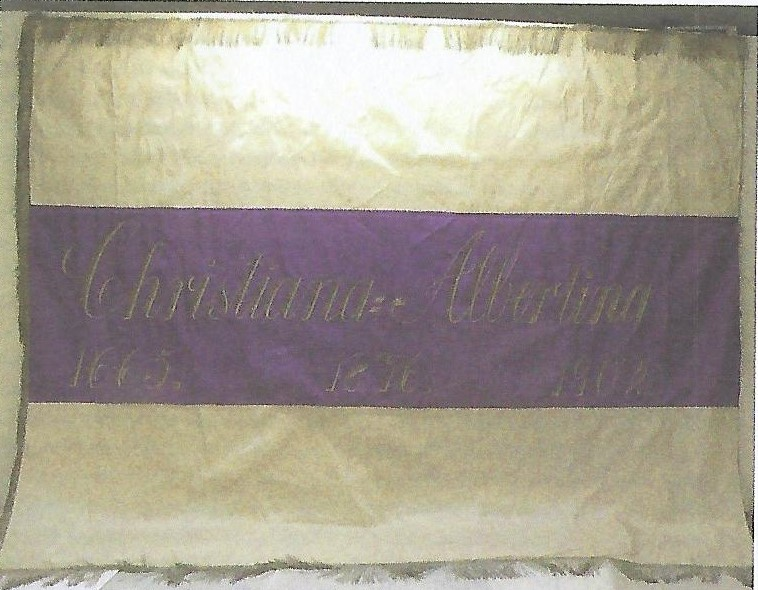
Christian-Albrechts-Fahne

Die Universitätsfahne der Christian-Albrechts-Universität fand sich zu Beginn der 2000er Jahre in einem Aktenkeller der Zentralen Verwaltung der Universität Kiel. Zweck und Herkunft waren in Vergessenheit geraten. Als offizielle Flagge wurde sie zuletzt 2008 in der Grundordnung der CAU bestätigt.

## Machart
Die weiß-lila-weiße Fahne ist aus schwerem Seidenstoff gefertigt. Aufgestickt sind auf beiden Seiten mit Metallfäden die Aufschrift Christiana-Albertina und die Jahreszahlen 1665, 1876 und 1902. Rundherum mit Silberfransen versehen, trägt sie an einer Schmalseite Ösen zur Befestigung an einem Flaggenstock.

## Hintergrund
Im Jahr 1665 gründete Herzog Christian Albrecht von Schleswig-Holstein-Gottorf die nach ihm benannte Christian-Albrechts-Universität zu Kiel. Ihr erstes Gebäude war das ehemalige Franziskanerkloster Kiel. Dahinter stand die Idee einer eigenen Landesuniversität für das Herzogtum Holstein und das Herzogtum Schleswig.
1762 bis 1773 führte die russische Kaiserin Katharina II., die Urenkelin des Universitätsgründers, für ihren Sohn, den nachmaligen russischen Zaren Paul I., die vormundschaftliche Regierung über Holstein-Gottorf, den „Gottorfer Reststaat“. Damit unterstand ihr auch die heruntergekommene Christian-Albrechts-Universität, um deren Wiederaufbau sie sich bemühte. 1768 zog die Universität in ein von Katharina gestiftetes Gebäude beim Kieler Schloss. 1769 setzte sie ein Kuratelkollegium ein, das die Aufgaben eines Kurators wahrnahm. Um die Studenten vom öffentlichen Degenführen abzubringen, genehmigte sie ihnen 1770 lila-weiße Kokarden. Lila-Weiß waren Katharinas Lieblingsfarben. Das war der Ursprung der Universitätsfarben. 1813 sah der Comment für die Kieler Burschen lila-weiße Kokarden vor. Sie durften nach Belieben getragen werden und waren für akademische Feiern vorgeschrieben. Die 1836 gegründete Burschenschaft Albertina (ab 1843 die Burschenschaft Teutonia zu Kiel) nahm die Farben Lila-Weiß an. Als 1859 zum 100. Geburtstag von Friedrich Schiller auch Kiel ein (nationales) Schillerfest feierte und sich die Universität am Festzug beteiligte, trugen die Studenten, soweit sie nicht die Farben ihrer Verbindung zeigten, lila-weiße Mützen und Schärpen, die Professoren entsprechende Schleifen.

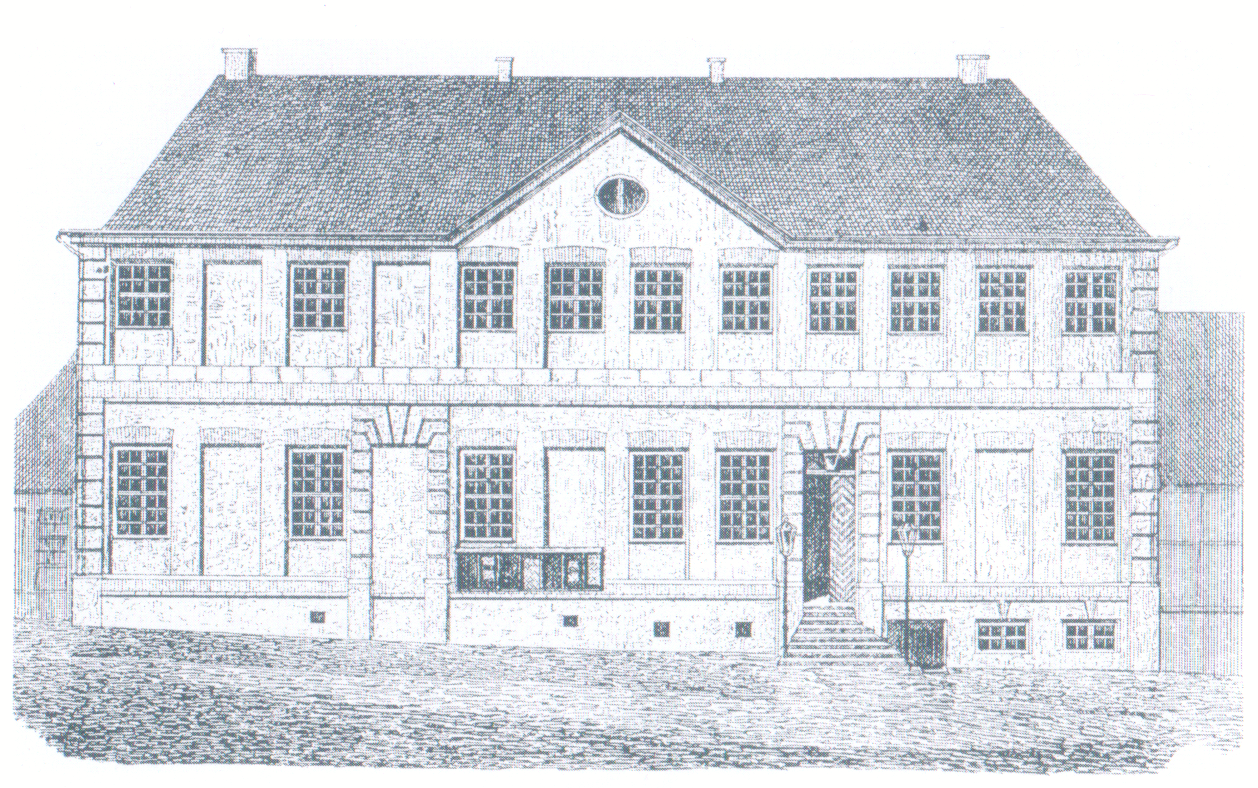
Kollegiengebäude

In jener Zeit begannen langwierige Planungen für einen Universitätsneubau. Als 1867 die Provinz Schleswig-Holstein entstanden war, zog das Preußische Ministerium der geistlichen, Unterrichts- und Medizinalangelegenheiten die ins Stocken geratenen Verhandlungen an sich. Der stattliche Neubau am Schlossgarten wurde 1876 (dem nach dem Gründungsjahr 1665 zweiten Jahr auf der Fahne) eingeweiht. Der noch bestehende Landesausschuss für den Universitätsneubau schenkte der CAU zu diesem Anlass eine seidene Fahne, die Vorgängerin der wieder aufgefundenen und hier beschriebenen Fahne. Im Festzug 1876 wurde eine „alte Universitätsfahne“ mitgeführt. Beim Kommers war die „Große Universitätsfahne“ im Gebrauch; sie hatte 1859 den Festzug bei der Schillerfeier begleitet. Sie sollte den Namen Christian-Albrechts-Fahne tragen und als Symbol der Gemeinsamkeit und Zusammengehörigkeit „aller Söhne der alma mater“ dienen. So wurde sie den Studenten in einem feierlichen Akt überreicht. Zur neuen Fahne gehörte ein Wichs, den der Ausschuss 1873 zur Grundsteinlegung für die Freistudentenschaft angeschafft hatte. Dem Festzug von 1876 mit dem Rektor und den vier Dekanen an der Spitze wurde die neue Fahne von vier Studenten in diesem Wichs vorausgetragen.
Die Aufbewahrung der Fahne oblag dem Pedell. Gezeigt wurde sie bei offiziellen Universitätsfeiern, Rektoratswechseln, Gedenkfeiern für verstorbene Professoren und vaterländischen Veranstaltungen. Tragen sollten sie stets nichtfarbentragende Studenten. Außerhalb des Universitätsgebäudes und der Aula durfte sie nur mit Genehmigung des Rektors verwendet werden. Die Beteiligung der Korporationen war selbstverständlich.
1902 – die dritte Jahreszahl der Universitätsfahne – bezieht sich auf die Einweihung des Erweiterungsbaus.

## Hausflagge
Für das Hauptgebäude der Universität war eine Hausflagge in Gebrauch. Sie wurde auf Anweisung des Rektors aufgezogen. Die 1910 als Studentenhaus errichtete Seeburg erhielt im Ersten Weltkrieg eine eigene Flagge. Nur wenige Male benutzt, wurde sie nach der Novemberrevolution wiederholt an die Universität ausgeliehen. Da sie bald verbraucht war, wurde sie auf Kosten der Universität ersetzt. 1924 wurde für das Hauptgebäude eine eigene Flagge angeschafft. Regelmäßig aufgezogen wurde die Fahne bei den Rektoratswechseln 1926–1932, bei Gedächtnisfeiern und Reichsgründungsfeiern, so zum 5. Jahrestag der Volksabstimmung in Schleswig, am Jahrestag der Schleswig-Holsteinischen Erhebung (24. März), am Verfassungstag (1927–1929) und an Paul von Hindenburgs 80. Geburtstag (2. Oktober 1927).
Dass die Studentenverbindungen bei solchen Feierlichkeiten chargierten, war ein bis in die frühe Zeit des Nationalsozialismus geübter Brauch. Die politische Radikalisierung der Studenten führte allerdings schon Ende der 1920er Jahre zu Spannungen und Konflikten mit der Universitätsspitze. Sie weigerten sich, an Verfassungsfeiern zum Gedenken an die Gründung der Weimarer Republik teilzunehmen. Auf Ablehnung stießen dann auch Rektoratswechsel und Feiern zur Reichsgründung.